# 木村和昭
木村 和昭（きむら かずあき）は、日本の漫画家。かつては、「週刊少年チャンピオン」で『べにまろ』を執筆していた。また、芳文社においても4コマ漫画を執筆していた。

## 作品リスト

### 過去作品
- おかあさんがいっしょ→おかあさんがいっしょ!（まんがホーム、既刊1巻。まんがタイムファミリーでは終了。）
- ニッポンのワカ奥さま（まんがタイム、既刊1巻）
- Oh!コッくん（通信販売会社「アイフォーレ」新聞広告）
- べにまろ（週刊少年チャンピオン、全9巻）
- アンラッキー・幸子（秋田書店、全1巻）
- とらぶるマスク（秋田書店、全1巻）